# Cardi B
Belcalis Marlenis Chephus (Née: Almánzar - Nova Iorque, 11 de outubro de 1992), conhecida profissionalmente como Cardi B, é uma rapper, compositora, atriz e personalidade de televisão americana. Nascida em Washington Heights, Manhattan e criada em Bronx, Nova Iorque, ela se tornou uma celebridade da internet depois que várias de suas postagens e vídeos se tornaram virais nas redes sociais Vine e Instagram. De 2015 a 2017, ela apareceu como membro regular do elenco da série de reality show da VH1, Love & Hip Hop: New York, para seguir suas aspirações musicais, e lançou duas mixtapes —Gangsta Bitch Music, Vol. 1 e Vol. 2.
Entretanto, Cardi B ganhou três singles número um na Billboard Hot 100; "Bodak Yellow" fez dela a segunda rapper feminina a liderar o ranking com uma produção solo—seguindo Lauryn Hill em 1998, "I Like It" a tornou a única rapper feminina a alcançar várias músicas número um na parada, e "Girls Like You" sua colaboração com Maroon 5 fez dela a sexta artista feminina a alcançar três singles número um na parada durante os anos 2010. Seu primeiro álbum de estúdio, Invasion of Privacy (2018), no qual as duas músicas anteriores estão incluídas, estreou no número um na Billboard 200, quebrou vários recordes de streaming e foi certificado como platina tripla pela Recording Industry Association of America (RIAA). Aclamado pela crítica, o álbum ganhou o Grammy de Melhor Álbum de Rap, fazendo de Cardi B a única mulher a ganhar o prêmio como artista solo. Em 2020, seu single "WAP", em colaboração com a rapper Megan Thee Stallion, fez dela a única rapper feminina a atingir o topo da Billboard Hot 100 em duas décadas diferentes.
Reconhecida pela Forbes como uma das rappers mais influentes de todos os tempos, Cardi B é conhecida por suas rimas agressivas e letras francas, que receberam ampla cobertura da mídia. Seus inúmeros prêmios incluem um Grammy, sete Billboard Music Awards, dois Guinness World Records, 11 BET Hip Hop Awards, quatro American Music Awards e quatro MTV Video Music Awards. Ela é a rapper feminina mais certificada de todos os tempos no ranking de Melhores Artistas (Singles Digitais) da RIAA, também aparecendo entre as dez artistas femininas mais certificadas de todos os tempos. Em 2018, a Time a incluiu em sua lista anual das 100 pessoas mais influentes do mundo.

## Vida pregressa
Belcalis Almánzar nasceu no dia 11 de outubro de 1992, no bairro de Washington Heights, Manhattan, Nova Iorque, filha de pai dominicano e mãe trinitário-tobaguense. Seu nome artístico surgiu a partir de uma variação de seu apelido de infância, Bacardi, em referência a marca de bebidas alcoólicas homônima, já que sua irmã mais nova, Hennessy Carolina, tem seu nome inspirado na marca de conhaque de mesmo nome. Ela foi criada no bairro de Highbridge, localizado na seção South Bronx da cidade de Nova Iorque. Na infância, ela passava muito tempo na casa de sua avó em Washington Heights, justificando o seu forte sotaque. Na adolescência, Cardi B foi membro da gangue de rua Bloods, alegando ter sido uma "gangbanger" (membro de uma gangue muito violenta) desde os 16 anos. Ela frequentou o ensino médio na Renaissance High School for Musical Theatre & Technology, uma escola especializada parte do campus Herbert H. Lehman.
Durante a adolescência, ela trabalhava em um supermercado amish em Lower Manhattan, sendo este o seu último trabalho antes de se tornar uma stripper aos 19 anos. Ao ser demitida do supermercado, ela foi recomendada pelo gerente a trabalhar em um clube de striptease. Cardi B afirmou que ter se tornado uma stripper foi algo muito positivo em sua vida, já que a possibilitou escapar da pobreza e da violência doméstica, além de poder estudar. "Realmente me salvou de muitas coisas. Quando comecei fazer striptease, voltei para a escola". No entanto, ela acabou largando a faculdade posteriormente. Ela alegou que estava envolvida em um relacionamento abusivo com seu então namorado, com quem morava em um pequeno apartamento no Bronx. Devido à sua carreira súbita e grande expectativa de sucesso, Cardi B realizou cirurgias estéticas, obtendo implantes mamários e aumento de nádegas. Em 2013, ela começou a ganhar notoriedade devido a vários de seus vídeos se tornarem virais no Vine e Instagram.

## Carreira musical

### 2015–17: Início e avanço na carreira
Em 2015, Cardi B se juntou ao elenco do reality show Love & Hip Hop: New York do VH1, estreando na sexta temporada. O site Jezebel a considerou a estrela da sexta temporada do programa. A sexta e a sétima temporadas registram sua ascensão ao estrelato e seu relacionamento turbulento com seu noivo encarcerado. Em 30 de dezembro de 2016, depois de duas temporadas, ela anunciou que deixaria o programa para continuar sua carreira na música.
Em novembro de 2015, Cardi B fez sua estreia musical no remix do cantor jamaicano de reggae Shaggy para seu single "Boom Boom", que conta também com a participação do cantor jamaicano de dancehall Popcaan. Ela lançou seu videoclipe de estreia em 15 de dezembro de 2015 com a canção "Cheap Ass Weave", sua interpretação de "Queen's Speech 4" do rapper britânico Lady Leshurr. Em 7 de março de 2016, Cardi B lançou seu primeiro projeto completo, uma mixtape intitulada Gangsta Bitch Music, Vol. 1. Em novembro de 2016, ela apareceu na capa digital da edição "Viva" da revista Vibe. Em 12 de setembro, 2016, KSR Grupo lançou a compilação Underestimated: The Album, que é uma colaboração entre artistas do Grupo KSR, como Cardi B, HoodCelebrityy, SwiftOnDemand, Cashflow Harlem, e Josh X. Foi lançado anteriormente apenas para os participantes de sua turnê nos EUA. A artista principal do KSR Group, Cardi B, disse "Eu queria fazer uma música que fizesse as garotas dançarem, rebolar e ao mesmo tempo incentivá-las a ir buscar seus objetivos", em relação ao single da coletânea "What a Girl Likes".
Ela apareceu no episódio de 9 de dezembro de 2015 de Uncommon Sense with Charlamagne. Em 6 de abril de 2016, ela estave no décimo segundo episódio Kocktails with Khloé série de Khloé Kardashian, no qual ela revelou como disse à sua mãe que ela foi uma stripper. Em novembro de 2016, foi anunciado que ela se juntaria ao elenco da série Being Mary Jane do BET. A TVLine descreve sua personagem, Mercedes, como uma "beleza redonda com uma grande trama, peitos grandes e um grande saque para combinar com sua personalidade de tamanho grande e catraca".

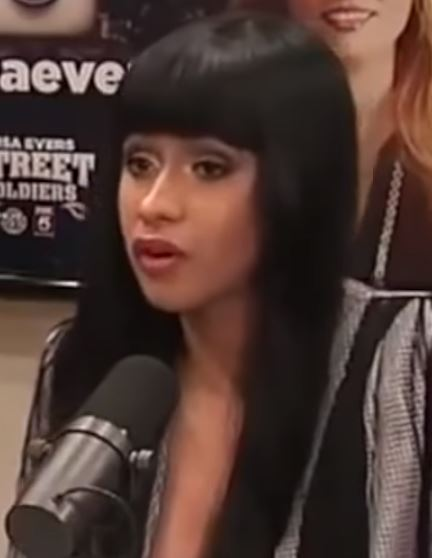
Cardi B em uma entrevista de rádio em 2016.

Em 2016, Cardi B foi destaque em seu primeiro contrato com a Romantic Depot, uma grande rede de lojas de lingerie de Nova York que vende produtos de saúde e bem-estar sexual. A campanha publicitária foi apresentada na rádio e TV a cabo e a Billboard tomou nota. Este comercial de TV a cabo foi reconhecido como o comercial de TV a cabo mais famoso da história de Nova York. Isso também foi observado pelo NY Post em um artigo sobre “A ascensão meteórica de Cardi B de stripper a superestrela” em abril de 2018.
Em 20 de janeiro de 2017, Cardi B lançou sua segunda mixtape, Gangsta Bitch Music, Vol. 2. Em fevereiro de 2017, Cardi B fez parceria com a MAC Cosmetics e o Gypsy Sport de Rio Uribe para um evento na New York Fashion Week. No final de fevereiro, foi relatado que Cardi B assinou seu primeiro grande gravadora contrato de gravação com a Atlantic Records. Em 25 de Fevereiro de 2017, Cardi B foi o artista de abertura para a turnê Filthy America... It's Beautiful do grupo de East Coast hip hopThe Lox, ao lado de outros rappers da cidade de Nova York, Lil' Kim e Remy Ma. Em abril de 2017, ela foi destaque no vídeo "AZ of Music" da i-D, patrocinado por Marc Jacobs. Cardi também estrelou no painel de celebridades Hip Hop Squares, aparecendo nos episódios de 13 de março e 3 de abril de 2017.
Em maio de 2017, os indicados ao BET Awards 2017 foram anunciados, revelando que Cardi B havia sido indicada como Melhor Artista Revelação e Melhor Artista Feminina de Hip-Hop , empatando com DJ Khaled e Kendrick Lamar com maior número de indicações com um total de nove. Embora ela não tenha ganhado nenhum prêmio, perdendo para Chance the Rapper e Remy Ma, respectivamente, Cardi B se apresentou no pré-show da premiação. Em 11 de junho de 2017, durante o festival anual de música de verão de Hot 97, Remy Ma trouxe Cardi B, junto com The Lady of Rage, MC Lyte, Young M.A, Monie Love, Lil' Kim e Queen Latifah que se apresentaram juntos e interpretaram a canção "U.N.I.T.Y." de 1993 de Latifah, sobre o empoderamento feminino. Em junho de 2017, foi revelado que Cardi B seria na capa da edição de julho / agosto de 2017 da The Fader. Ela se apresentou no MoMA PS1 em 19 de agosto para uma multidão de 4.000.
Em 16 de junho de 2017, a Atlantic Records lançou o single de estreia comercial de Cardi B, "Bodak Yellow", via distribuição digital. Ela performou o single no The Wendy Williams Show e Jimmy Kimmel Live!, A música subiu nas paradas por vários meses e, na parada Billboard Hot 100 de 25 de setembro de 2017, "Bodak Yellow" alcançou o primeiro lugar, fazendo de Cardi B a primeira rapper a obter esse feito com um single solo desde que "Doo Wop (That Thing)" de Lauryn Hill estreou no topo das paradas em 1998. A música ficou no topo das paradas por três semanas consecutivas, empatando com "Look What You Made Me Do", da cantora pop americana Taylor Swift, como a mulher que mais ocupou o primeiro lugar em 2017. Cardi B se tornou a primeira pessoa de ascendência dominicana a alcançar o número um na história do Hot 100 desde que foi lançado em 1958. Um editor do The New York Times a chamou de "o hino rap do verão". "Bodak Yellow" foi certificado com sete discos de platina pela Recording Industry Association of America (RIAA). A música recebeu indicações para Melhor Performance de Rap e Melhor Canção de Rap no Grammy Awards de 2018. Ganhou o single do ano no BET Hip Hop Awards de 2017.
Com suas colaborações "No Limit" e "MotorSport", ela se tornou a primeira rapper a conquistar suas três primeiras participações no top 10 do Hot 100, e a primeira artista feminina a conseguir o mesmo no Hot R&B/Hip-Hop Songs.
Em outubro de 2017, Cardi B encabeçou a celebração musical Powerhouse do Power 105.1, ao lado de The Weeknd, Migos, e Lil Uzi Vert no Brooklyn, Nova York. Em dezembro, ela lançou duas músicas: uma colaboração com o cantor porto-riquenho Ozuna, intitulado "La Modelo", e "Bartier Cardi", o segundo single de seu álbum de estreia.

### 2018–19:Invasion of Privacy

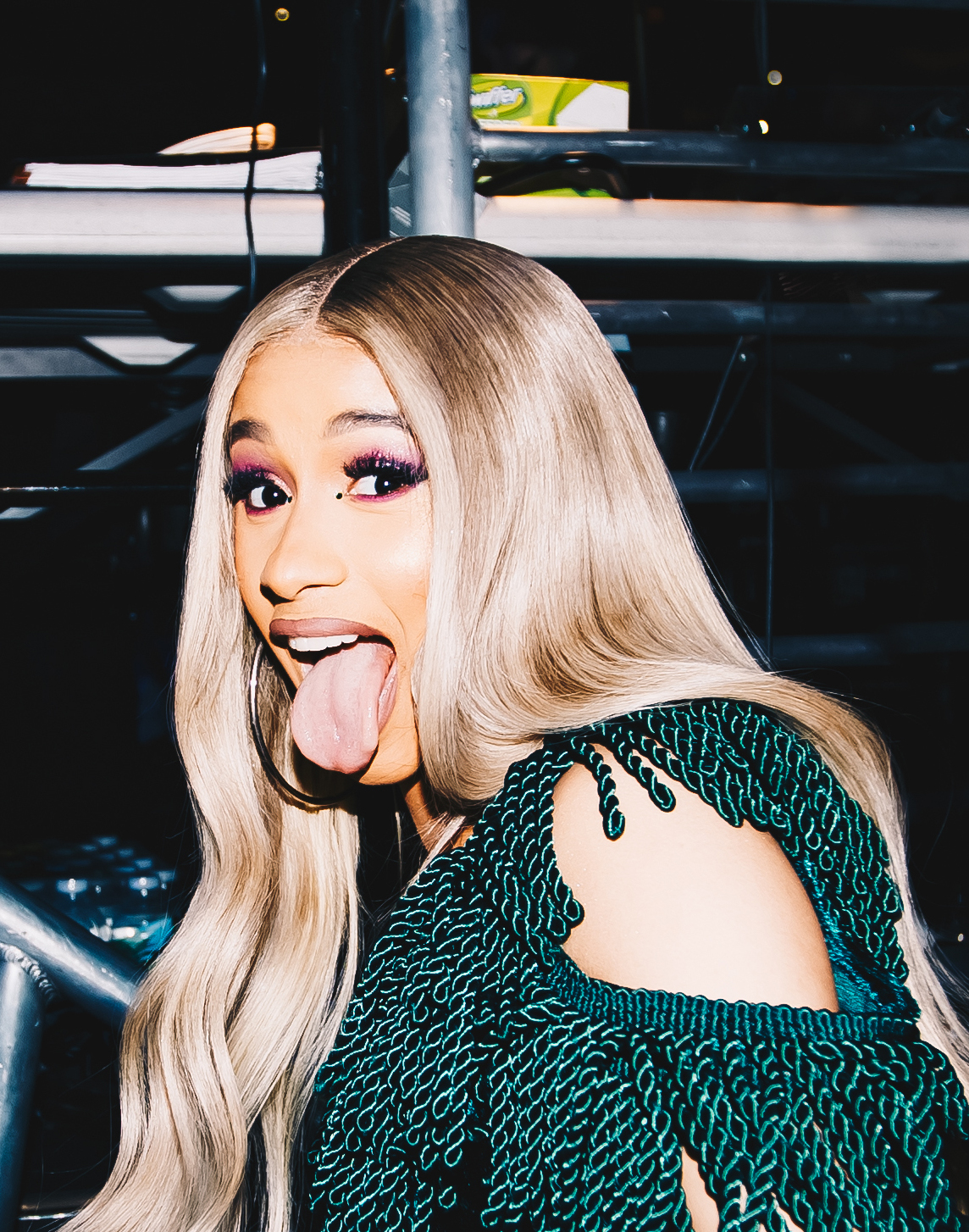
Cardi B em 2018

Em 3 de janeiro de 2018, Cardi B foi destaque no na versão remix de "Finesse" de Bruno Mars. Em 18 de janeiro de 2018, Cardi B se tornou a primeira mulher a ter cinco singles no top 10 simultaneamente na parada Hot R&B/Hip-Hop da Billboard. Ela lançou outro single, "Be Careful", em 30 de março de 2018, uma semana antes do lançamento de seu álbum.
Seu álbum de estreia, Invasion of Privacy, foi lançado em 6 de abril de 2018, e recebeu elogios da crítica musical. Editores do Variety e The New York Times o chamaram de "uma das estreias mais poderosas deste milênio" e "um álbum de hip-hop que não soa como nenhum de seus pares temporais", respectivamente. O álbum entrou no número um nos Estados Unidos, enquanto ela se tornou a primeira artista feminina a emplacar 13 entradas simultaneamente na Billboard Hot 100, na semana de 21 de abril. Ele também se tornou o álbum mais transmitido por uma artista feminina em uma única semana no Apple Music, e a maior semana de Streaming de áudio de um álbum de uma mulher (um recorde quebrado em 2019 pelo álbum de Ariana Grande's album Thank U, Next). O título do álbum reflete o sentimento de Cardi B de que, quando ela ganhou popularidade, sua privacidade estava sendo invadida de várias maneiras. Após o lançamento do álbum, durante uma apresentação no Saturday Night Live, Cardi B anunciou oficialmente sua gravidez, depois de muita especulação na mídia. Ela também co-apresentou um episódio do The Tonight Show Starring Jimmy Fallon.

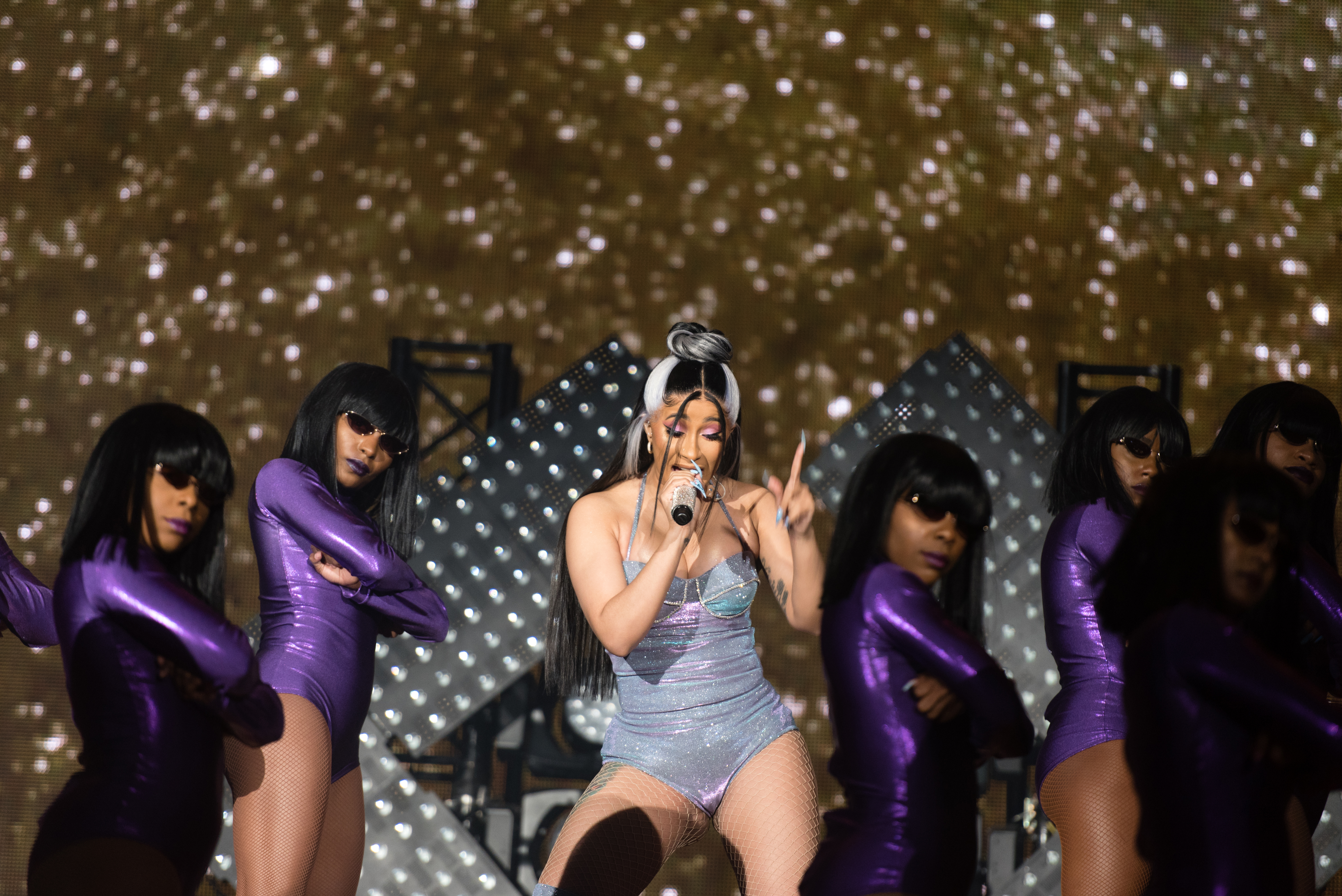
Cardi B se apresentando no Openair Frauenfeld em julho de 2019.

Vários meses depois, em julho de 2018, o quarto single do álbum, "I Like It", que conta com vocais de Bad Bunny e J Balvin, alcançou o número um no Hot 100; isso marcou seu segundo número um no gráfico e a tornou a primeira rapper a alcançar vários lideranças no ranking. Sua colaboração com Maroon 5, "Girls Like You", também alcançou o número um na parada Hot 100, estendendo seu recorde entre as rappers do sexo feminino e também a tornando a sexta artista feminina a alcançar três singles número um no gráfico durante os anos 2010. O videoclipe da música recebeu mais de 2,4 bilhões de visualizações no YouTube, tornando-o o vídeo mais visto de 2018, e foi a quinta música mais vendida do ano em todo o mundo. Com "Girls Like You" seguindo "I Like It" no topo da parada de músicas da Billboard Radio Songs, Cardi B se tornou a primeira rapper a se substituir no número um da parada. O single passou sete semanas no topo do Hot 100, fazendo de Cardi a rapper feminina com mais semanas acumuladas no topo do gráfico, com onze semanas. Passou 33 semanas no top 10, empatando com "Shape of You" de Ed Sheeran e "Sunflower" de Post Malone e Swae Lee, pela lista dos 10 primeiros mais longos dos arquivos da tabela. Em outubro de 2018, Invasion of Privacy foi certificado como platina dupla pela RIAA. Com as treze faixas, ela tornou-se a primeira artista feminina a ter todas as músicas de um álbum com certificação ouro ou superior nos EUA.

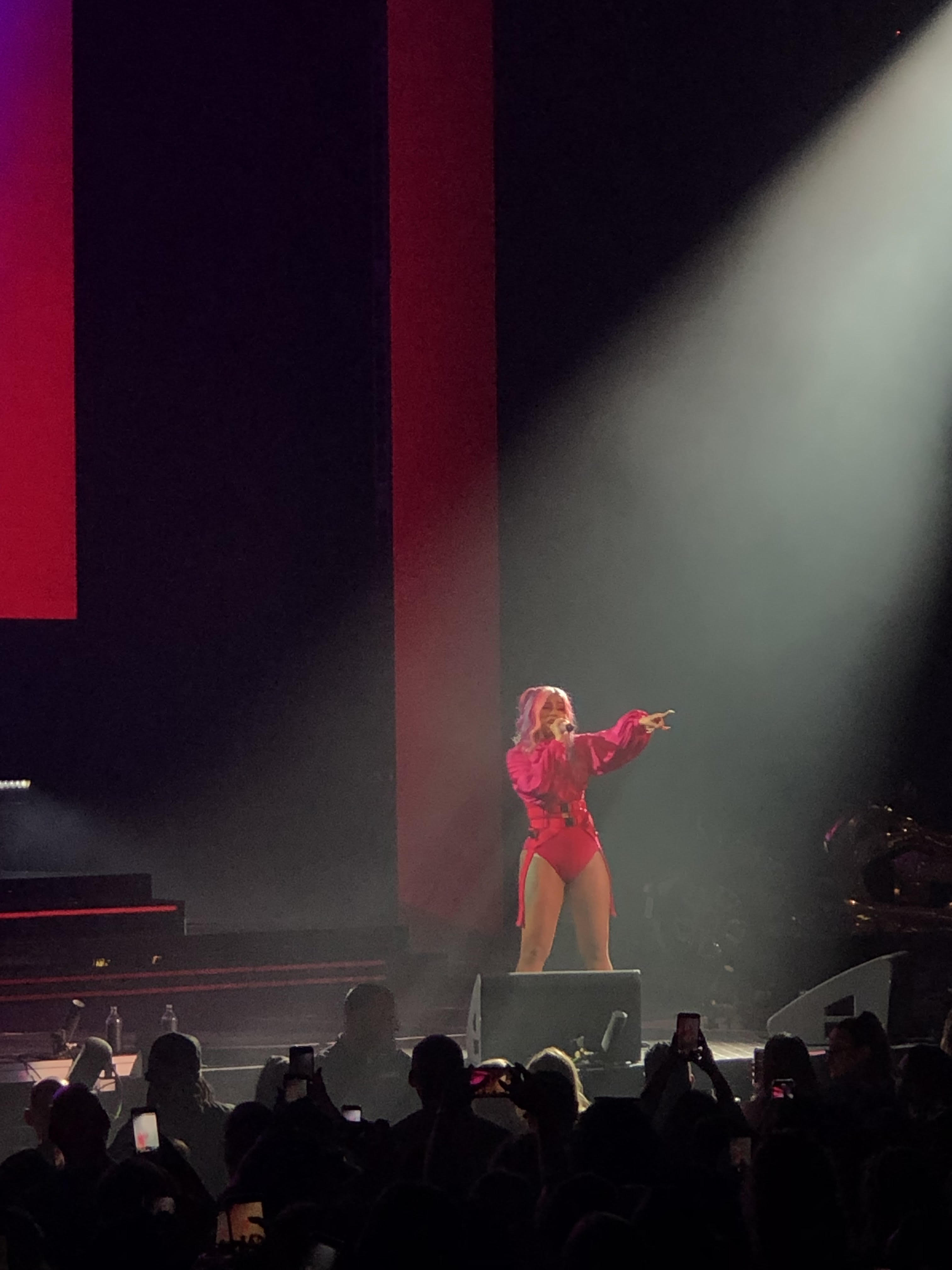
Cardi B se apresentando em agosto de 2019.

Cardi B recebeu o maior número de indicações para o MTV Video Music Awards de 2018 com 12 menções, conquistando três prêmios. Ela também empatou com Drake como a artista com maior número de indicações no American Music Awards de 2018. Ela ganhou três AMAs e se apresentou na cerimônia. Seu single "Money" e sua colaboração com o DJ Snake, "Taki Taki" entraram no top 20 do Hot 100. "Taki Taki" liderou as paradas em vários países hispânicos e conquistou mais de 1 bilhão de visualizações. A People en Español a nomeou Estrela do Ano. A Entertainment Weekly considerou-a "um fenômeno da cultura pop", pois foi nomeada uma das "artistas do ano de 2018". Em 30 de novembro de 2018, Cardi B foi homenageado no Ebony Power 100 Gala. Cardi ficou em quinto lugar no ranking dos melhores artistas do final de ano da Billboard em 2018, enquanto Invasion of Privacy ficou em sexto. Ela também liderou o ranking dos serviços de streaming, incluindo Apple Music (o álbum mais transmitido do ano por uma artista feminina em todo o mundo) e Spotify (a artista feminina mais transmitida do ano nos Estados Unidos). Equipe editorial da Apple Music e da Billboard nomearam "I Like It" a melhor música de 2018, enquanto a revista Time e Rolling Stone nomearam Invasion of Privacy o melhor álbum do ano. Artigos de várias publicações, incluindo The Hollywood Reporter e Billboard, a chamaram de "atual atual rainha do hip-hop". Também em 2018, a Time a incluiu em sua lista anual das 100 pessoas mais influentes do mundo.

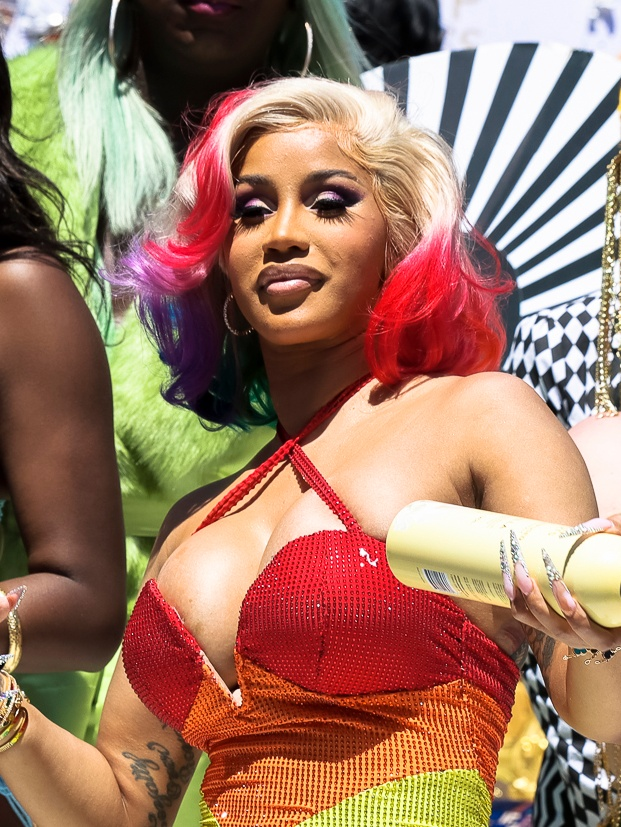
Cardi B em 2022

Cardi B recebeu cinco indicações ao Grammy Awards de 2019, incluindo o Álbum do Ano, Melhor Álbum de Rap e Gravação do Ano ("I Like It"). Ela se tornou a terceira rapper feminina a ser nomeada para o Álbum do Ano, depois Lauryn Hill (1999) e Missy Elliott (2004). Em 10 de fevereiro de 2019, ela se apresentou na cerimônia de premiação, onde usou três looks vintage de Thierry Mugler durante a transmissão, e se tornou a primeira rapper a ganhar o Melhor Álbum de Rap como artista solo. Quanto a um evento de honra diferente, Cardi B também liderou as nomeações para o Billboard Music Awards de 2019, com 21, a mais nomeações em um único ano por uma mulher e a terceira mais indicada em um ano de todos os tempos (atrás de Drake e The Chainsmokers, que ambos tinha 22 em um ano). Ela acabou ganhando seis prêmios, elevando o total de vitórias em sua carreira para sete—a maior parte de qualquer rapper da história.
Em 15 de fevereiro de 2019, Cardi B lançou um single ao lado de Bruno Mars chamado "Please Me". O videoclipe oficial foi lançado duas semanas depois, em 1º de março. Em 1º de março, Cardi estabeleceu um novo recorde de presença no Houston Livestock Show and Rodeo, com 75.580 fãs na platéia. Com "Backin' It Up", "Twerk" e "Money", Cardi se tornou a primeira artista feminina a ocupar as três primeiras posições no ranking da Billboard Mainstream R&B/Hip-Hop. A música marca a segunda colaboração de Cardi e Bruno, seguindo "Finesse (Remix)" em 2018. Em 27 de maio de 2019, Cardi B twittou que seu novo single intitulado "Press" e seu cover serão lançados em 31 de maio de 2019. O videoclipe foi lançado em 26 de junho de 2019. Ele teve sua performance de estreia no BET Awards 2019.

### 2020–presente:Tiger Woods,HustlerseRhythm + Flow e segundo álbum de estúdio
Durante uma transmissão ao vivo do Instagram em 2 de outubro de 2019, ela declarou que seu próximo segundo álbum de estúdio será chamado Tiger Woods e será lançado em 2020. Cardi B estreou no cinema em Hustlers, dirigido por Lorene Scafaria , ao lado de Jennifer Lopez, Constance Wu e Lili Reinhart. O filme foi lançado em 13 de setembro de 2019. Cardi B, junto com Chance the Rapper e T.I., foram confirmados como juízes da série Rhythm + Flow da Netflix, um talent show para novos artistas do hip-hop, que estreou em 9 de outubro de 2019. Ela apareceu no Fast & Furious 9, que foi lançado em 22 de maio de 2020 pela Universal Pictures.
Em setembro de 2019, Cardi B se tornou a rapper feminina mais certificada de todos os tempos no ranking de Melhores Artistas (Singles Digitais) pela RIAA, com 31,5 milhões de unidades certificadas, também sendo a nona artista feminina com a maior certificação do mundo. Em 2018, a Time a incluiu em sua lista anual das 100 pessoas mais influentes do mundo. A Forbes a reconheceu como uma das rappers mais influentes de todos os tempos. Além disso, Cardi foi jurada do programa Rhythm + Flow da Netflix, que estreou em 9 de outubro de 2019. Também aparecerá no filme Fast & Furious 9. Em 3 de agosto de 2020, Cardi anunciou seu single "WAP" em colaboração com Megan Thee Stallion, que foi lançado em 7 de agosto. A canção recebeu aclamação da crítica e se tornou um sucesso instantâneo depois de estrear no topo da Billboard Hot 100 com vendas de discos e streaming. Assim, Cardi obteve seu quarto número 1 e estendeu seu recorde como rapper com mais canções em primeiro lugar nos Estados Unidos. "WAP" foi apenas a nona colaboração feminina na história a chegar ao primeiro lugar e a segunda a estrear nessa posição. Em setembro de 2023 lançou outra colaboração com Megan, a música Bongos que alcançou a posição 14 na Billboard Hot 100. Cardi apresentou a canção no MTV Video Music Awards de 2023.Cardi B apareceu como artista surpresa nos shows em Nova York das turnês de SZA e GloRilla: SOS Tour e Anyways, Life's Great Tour, no início de 2023.Em abril, ela foi uma das três atrações principais do festival inaugural Rolling Loud Thailand em Pattaya, junto com Travis Scott e Chris Brown.Em junho, ela participou de "Put It on da Floor Again", o remix de "Put It on da Floor" do rapper Latto.Alcançou a posição 13 na Billboard Hot 100, tornando-se o 20º single de Cardi entre os vinte primeiros.
Em 4 de junho, Cardi B foi a atração principal do festival Summer Jam 2023 em Elmont, Nova York.Em julho, ela participou de "Point Me 2", o remix do single "Point Me to the Slut's" do rapper FendiDa Rappa.Depois daquele mês, ela colaborou com Offset em duas faixas de seu segundo álbum solo, Set It Off (2023): "Freaky" e "Jealousy.Cardi liderou as indicações ao BET Hip Hop Awards de 2023 com 21 Savage, com doze cada.Ela reprisou sua voz como Sharki B no filme de animação infantil, Baby Shark's Big Movie!, no qual ela apareceu ao lado de Offset e seus dois filhos. Estreou em dezembro na Paramount+ e Nickelodeon.Ela se apresentou no Fontainebleau Miami Beach, acompanhada pelo DJ Gryffin, no dia 31 de dezembro de 2023, que foi ao ar ao vivo na edição 2024 do Dick Clark's New Year's Rockin' Eve.
Ela lançou o single promocional "Like What (Freestyle)" em 1º de março de 2024, acompanhado de um videoclipe dirigido por Offset.Sua primeira música solo desde "Up" (2021), é um freestyle de "She's a Bitch" (1999) da rapper Missy Elliot.A faixa alcançou o top 40 nos EUA e se tornou o 19º top ten e o 11º no topo das paradas de Cardi em Hot Rap Songs e Hot Rap Digital Songs.Foi seguido por "Enough (Miami)" em 15 de março, que marcou seu 12º lugar entre os dez primeiros no Hot 100 e o sétimo número um na parada de músicas digitais.Um remix de "Never Lose Me" de Flo Milli foi lançado no mesmo dia, com participação de SZA e Cardi B.Em 11 de março, Cardi se juntou a Madonna no palco para uma aparição especial no show de sua Celebration Tour em Inglewood.Puntería" alcançou o primeiro lugar na parada Latin Airplay e liderou a parada Latin Pop Airplay por nove semanas.Em 21 de maio, Cardi B apareceu como artista surpresa no show do Madison Square Garden da Hot Girl Summer Tour de Megan Thee Stallion.Ela participou do remix de "Wanna Be" de Thee Stallion e GloRilla, lançado em 31 de maio.Ela co-liderou o festival BET Experience na Crypto.com Arena em 28 de junho. Sua colaboração com Rob49, intitulada "On Dat Money", foi lançada em 19 de julho.
Em agosto, Cardi confirmou que seu segundo álbum de estúdio seria lançado no final de 2024, afirmando que estava "três quartos do caminho concluído".Em outubro, Cardi será a co-lider do 2024 One Musicfest em Atlanta.

## Arte

### Influências
Na série Billboard "You Should Know", Cardi B disse que os primeiros álbuns que ela comprou de artistas americanos foram de Missy Elliott and Tweet, respectivamente. Ela também creditou o rapper porto-riquenho Ivy Queen e o artista jamaicano Spice como influências. Cardi B se inspira em Madonna, a quem ela se referiu como seu "ídolo". Cardi B também indicou que outras influências incluem Lady Gaga, Nicki Minaj, e Lil' Kim.
Quando questionada sobre a direção inicial de sua música, Cardi B disse em uma entrevista: "Quando comecei a fazer rap, [...] gostei de certas músicas de Khia e Trina, e eram canções de luta. Não ouvi músicas de luta por muito tempo", creditando as duas rappers por seu estilo agressivo de rap. Ela continuou, dizendo "muitas garotas que não podem pagar calça vermelha, muitas garotas que não podem comprar carros estrangeiros [...] mas eu sei que todas as garotas têm problemas com uma garota [....] Eu sei que toda cadela não gosta de cadela, e é sobre 'isso que eu quero fazer rap'".

### Estilo musical
Seu primeiro álbum de estúdio, Invasion of Privacy, é basicamente um disco de hip hop, que também inclui interpolações de música latina, trap e R&B. O Consequence of Sound descreveu suas rimas como "acrobáticas e ágeis". O editor da AllMusic, David Jeffries, chamou Cardi B de "uma rapper cru e agressivo no estilo de Lil' Kim e Foxy Brown." Stereogum chamou a voz dela de "um balido nasal encorpado de New Yawk, o tipo de coisa que você já ouviu falar se alguém já lhe disse que você é estúpido por demorar muito em passar seu MetroCard" Eles continuaram chamando a voz dela de "uma buzina de Nova Iorque descaradamente barulhenta e sexual—você se traduz perfeitamente em rap". Em um artigo do Complex sobre ela, o editor escreveu "sem desculpas não começa a descrever a Cardi B totalmente não filtrada e pura da personalidade de Cardi B. Ela é uma garota do capô que não tem medo de ser capuz, não importa o cenário. Cardi B é Cardi B 24/7, 365, é por isso que ela ressoa com as pessoas, e essa mesma energia sai em sua música". Suas rimas foram descritas como agressivas.

## Imagem pública

Logomarca de Cardi B

Cardi B se identifica como feminista. O New York Times escreveu "sobre Love & Hip Hop: New York, alguns espectadores a viam como uma heroína do empoderamento feminino, ao fazer pronunciamentos como desde que comecei a usar homens, me sinto muito melhor comigo mesma. Eu me sinto tão poderosa.

### Declarações políticas
Cardi B foi chamada de "descaradamente, diretamente política" e costuma usar as mídias sociais para defender causas em que acredita, como controle de armas. Durante as primárias presidenciais de 2016, ela alertou seus fãs sobre as políticas de imigração de Donald Trump e os incentivou a "votar no papai Bernie [Sanders]". No Grammy Awards de 2018, ela apareceu em um vídeo junto com Hillary Clinton para narrar uma porção de Fire and Fury, O relato de Michael Wolff de um membro da administração de Trump e afirmou: "Por que estou lendo essa merda? Não posso acreditar nisso. Não posso acreditar - é assim que ela realmente vive sua vida?". Cardi B apoiou Sanders mais uma vez em sua segunda candidatura à presidência nas eleições presidenciais de 2020 nos Estados Unidos, enquanto elogiava o representante dos EUA, Tim Ryan.
Ela elogiou o presidente Franklin D. Roosevelt por defender o programa de Seguridade Social e o projeto New Deal em geral e notou sua admiração pelo humanitarismo e advocacia de sua esposa Eleanor Roosevelt pelos afro-americanos. Ela disse sobre Franklin D. Roosevelt, "ele nos ajudou a superar a Grande Depressão, enquanto ele estava em uma cadeira de rodas. Como, este homem estava sofrendo de poliomielite na época de sua presidência e, no entanto, estava preocupado com tudo, estava tentando tornar a América ótima—tornar a América ótima novamente de verdade. Ele faz jus ao lema 'Tornar a América Grande Novamente', porque se não fosse por ele, os idosos nem sequer receberiam o Seguro Social". O senador Bernie Sanders elogiou Cardi B por seu "papel de liderança" ao chamar a atenção para o Seguro Social. Durante o desligamento do governo federal dos Estados Unidos em 2018–1919, ela divulgou um vídeo no Instagram, onde observou "nosso país é um inferno agora" que rapidamente se tornou viral. Cardi afirmou que sempre foi obcecada por política e até disse que sua carreira no ensino médio seria professora de história.

### Controvérsias
Cardi B causou controvérsia significativa depois de jogar um de seus sapatos e tentar lutar fisicamente com a rapper Nicki Minaj em uma festa organizada pelo Harper's Bazaar durante a New York Fashion Week 2018. Mais tarde, ela afirmou que Minaj havia "curtido" comentários feitos por outros usuários nas mídias sociais, que falaram negativamente sobre a capacidade de Cardi B de cuidar de sua filha recém-nascida. Minaj negou as acusações.
Após o lançamento de "Girls", uma colaboração com Rita Ora, Bebe Rexha e Charli XCX, em maio de 2018, Cardi B respondeu às acusações da música banalizando e sexualizando os relacionamentos homossexuais. Ela afirmou no Twitter: "Nós nunca tentamos causar danos ou tivemos más intenções com a música". Cardi B, que se declara bissexual, continuou dizendo: "Eu pessoalmente tive experiências com outras mulheres".

### Moda
Cardi tem uma afinidade notável pelos sapatos Christian Louboutin, um tema recorrente em sua música "Bodak Yellow". Ela também mencionou sua afinidade por marcas baratas, afirmando: "Eu não me importo se custa US$ 20 ou US$ 15. Se fica bem em mim, fica bem em mim". Em novembro de 2018, ela lançou uma coleção de linhas de roupas com a Fashion Nova. Cardi usou peças da moda de estilo vintage da marca Thierry Mugler no Grammy Awards de 2018.
Em 2019, o Conselho de Designers de Moda da América a incluiu em sua lista de "28 Forças da Moda Negra".

### Questões legais
Em 1 de outubro de 2018, Cardi B concordou em se reunir com os investigadores em uma delegacia de Queens, em conexão com um suposto ataque que ela ordenou a dois barmens. Cardi B negou envolvimento através de seu advogado. Ela foi acusada de dois delitos: agressão e ameaça imprudente. Cardi B apareceu em tribunal por sua acusação em 7 de dezembro de 2018, depois de não ter comparecido na data originalmente prevista devido a um conflito de agendamento, de acordo com seu advogado. Ela foi ordenada pelo juiz a evitar qualquer contato com os dois barmens. Ela foi liberada pelo juiz, apesar de os promotores solicitarem que uma fiança seja paga no valor em US$ 2.500. Em 21 de junho de 2019, um júri indiciou Cardi B por 14 acusações, incluindo duas acusações de agressão criminosa com a intenção de causar ferimentos graves, decorrentes do incidente. Ela foi processada em 25 de junho de 2019 e se declarou inocente de todas as acusações.

## Vida pessoal
Cardi B se declara Católica; ela mencionou seu "forte relacionamento" com Deus em entrevistas, freqüentemente dizendo que ela se comunica diretamente com Deus.
No início de 2017, Cardi B começou a namorar publicamente o rapper americano Offset, do grupo de hip hop Migos. Ao falando sobre seu relacionamento com Offset, Cardi B disse ao The Fader: "Foi uma bênção encontrar-me com ele e conhecer seus amigos. Vejo o quanto eles trabalham. E isso me motivou a trabalhar ainda mais. E vejo como as coisas estão indo bem para eles e como é impressionante ser o número 1. E eu quero isso: muitas pessoas simplesmente veem jóias e dinheiro, mas acho que muitas pessoas não vêem quão duro eles trabalham todos os dias". Cardi B e Offset ficaram noivos em 27 de outubro, após a Offset ter proposto a Cardi B no Wells Fargo Center, na Filadélfia, durante o show Power 99 Powerhouse. Em 7 de abril de 2018, Cardi B revelou que estava grávida do seu primeiro filho com Offset no Saturday Night Live. Em 25 de junho de 2018, a TMZ encontrou uma licença de casamento revelando que Cardi B e Offset haviam se casado secretamente em setembro de 2017 em privado em seu quarto. Mais tarde, Cardi B confirmou esta revelação em um post de mídia social. Em 10 de julho de 2018, deu à luz sua primeira filha, Kulture Kiari Cephus, fruto de seu casamento com o rapper Offset, do grupo Migos. Em dezembro de 2018, ela anunciou no Instagram que ela e Offset haviam terminado. Em fevereiro de 2019, o casal fez uma aparição pública para o Grammy. Eles aceitaram o prêmio de Melhor Álbum de Rap juntos.
A irmã mais nova de Cardi B, Hennessy Carolina, também tem muitos seguidores nas mídias sociais e a acompanhou a shows de prêmios, como o Grammy Awards de 2017. Cardi B é uma fã de fast food; um de seus favoritos é o McDonald's.
Em uma entrevista em 2018, Cardi falou sobre ser afro-latina e afro-caribenha:
Somos pessoas do Caribe [...] Algumas pessoas querem decidir se você é negro ou não, dependendo da pele, porque elas não entendem o Caribe ou nossa cultura. Sinto que as pessoas precisam entender ou obter um passaporte e viajar. Não preciso te dizer que sou negra. Eu espero que você saiba disso. Quando meu pai me ensinou sobre os países do Caribe, ele me disse que esses europeus tomaram conta de nossas terras. É por isso que todos nós falamos idiomas diferentes [...] Assim como todo mundo, viemos aqui da mesma maneira. Eu odeio quando as pessoas tentam tirar minhas raízes de mim. Porque sabemos que há raízes africanas dentro de nós ...
Ela é moradora de Edgewater, Nova Jersey, onde alugou um apartamento por US$ 3.000 por mês, que ela diz que seria o dobro em Manhattan para uma unidade de tamanho equivalente.
Cardi se abriu sobre o movimento #MeToo, afirmando que foi agredida sexualmente.
Em junho de 2021, Cardi B anunciou sua segunda gravidez. E no dia 4 de setembro o filho de Cardi B nasce, Wave Set Cephus.

## Legado
Cardi B foi referida como a "Rainha do Hip Hop" por várias publicações, incluindo Billboard, The Hollywood Reporter, Entertainment Weekly, Omaha World-Herald, Black Enterprise, Newsweek e The A.V. Clube. e como a "Rainha do Rap" pela NME, Essence, Harper's Bazaar Malaysia, The Jakarta Post, Uproxx, iHeartRadio, Geo TV, Vanity Fair, Joe, Boston Herald, Refinery 29, France 24, The Guardian, BBC News e Daily Trust. A equipe da Spin a creditou por abrir "a mesa para uma nova geração de artistas pop refazendo a música americana à sua própria imagem e sotaque", já que Cardi B "reconheceu que os artistas POC não precisam mais se agradar ou suavizar para se tornarem nomes conhecidos."

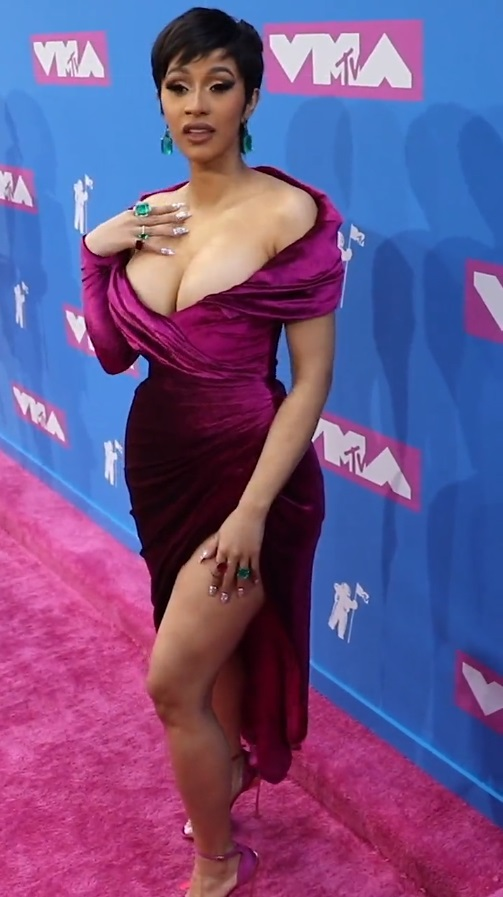
Cardi B em 2018

Os editores da Billboard afirmaram que com o sucesso comercial de "Bodak Yellow", "ela deixou uma marca indelével no verão de 2017, não apenas porque reescreveu a história, mas também deu esperança aos que não têm..." Várias publicações creditaram "I Like It", a primeira música trap latina a alcançar o número um no Hot 100, por apresentar o "movimento musical" a um público massivo e mainstream. Carl Lamarre, da Billboard, considerou as conquistas do "WAP" como "um cavalo de Tróia inteligente pelas inúmeras maneiras pelas quais Cardi influencia a cultura com cada movimento que ela faz".
Neil Shah, do Wall Street Journal, afirmou em 2020 que sua descoberta e sucesso influenciaram "o renascimento do rap feminino de hoje", enquanto a equipe da Genius a creditou por "ajudar a impulsionar uma nova onda de contratações femininas de hip-hop e promoção em gravadoras". E a NPR Music comentaram que o "renascimento" do dinamismo das mulheres no rap cresceu "em entusiasmo e amplitude" desde a "primeira corrida histórica" de Cardi em 2017. Da mesma forma, o livro de Clover Hope, The Motherlode (2021), afirmou que Invasion of Privacy "deu início a uma nova era para mulheres rappers em que o sucesso parecia muito mais tangível", já que Cardi B "multiplicou a riqueza de talentos e ressuscitou a ideia de que numerosas mulheres que controlavam suas próprias histórias poderiam dominar o rap de uma só vez.
A New Yorker a creditou por "mudar um gênero que raramente permitia mais de uma estrela feminina ao mesmo tempo". Uproxx destacou Cardi B por promover rappers femininas promissoras; "[ela está] optando por usar sua posição no auge do estrelato para abrir portas para outras mulheres florescerem no hip-hop em um nível maior do que qualquer outro desde a Era de Ouro e 'Ladies First'", considerando-o "uma espécie de afastamento da tradição; durante a década anterior ao surgimento precipitado de Cardi, parecia que o hip-hop tinha uma regra tácita, no estilo Highlander, em relação às mulheres." A Variety a considerou um "ícone do hip-hop", e o The Independent a chamou de "o ícone da cultura pop do povo", escrevendo que ela "se tornou uma das figuras culturais mais reconhecidas dos últimos 10 anos" A NPR definiu o "efeito Cardi B" como "um poder de marca enraizado na autenticidade específica, criado e permeado pela rapper Cardi B" e percebeu que com sua descoberta, "as marcas finalmente começaram a se tornar modernas em relação ao efeito [dela], percebendo os marcadores culturais externos do mundo do rap que provava que não se limitava a clubes, shows e rádios.
A revista Business Inc. afirmou que seu sucesso "mostra como a mídia social mudou tudo o que sabíamos sobre o marketing e a mídia tradicionais", que não depende mais de um "esquema de marketing bem pensado ou de milhões de dólares em publicidade". Em 2019, uma escultura dela em tamanho real estava em exibição no Museu do Brooklyn, como parte do RapCaviar "Pantheon" do Spotify. A Bloomberg informou que a sua conta de dados ajudou a impulsionar o crescimento do PIB do Gana em 2019, depois de fazer parte de uma digressão de concertos. Ela inspirou a criação da sitcom Partners in Rhyme, produzida executivamente por MC Lyte sobre uma jovem no ensino médio que “aspira ser a próxima Cardi B”. A criadora e produtora executiva de P-Valley, Katori Hall, citou-a como inspiração para a série de TV e creditou-a por "ajudar a preparar o público" para seu enredo.
Vários artistas citaram o trabalho de Cardi B como inspiração, incluindo Rosalía, Olivia Rodrigo, Jazmine Sullivan, Selena Gomez, Blackpink, Spice, Greta Gerwig, Nathy Peluso, Rubi Rose, María Becerra e Abigail Asante.

## Prêmios
Cardi B recebeu vários prêmios, incluindo um Grammy, oito Billboard Music Awards (incluindo três vitórias consecutivas como Melhor Artista Feminina de Rap), seis Guinness World Records, seis American Music Awards, quatro MTV Video Music Awards, seis BET Awards (incluindo Álbum do Ano) e quatorze BET Hip Hop Awards. Invasion of Privacy - que fez dela a primeira rapper feminina a ganhar o Grammy de Melhor Álbum de Rap como artista solo - tornou-se o primeiro álbum de rap feminino em quinze anos a ser indicado ao Grammy de Álbum do Ano.
A Time a incluiu em sua lista anual das 100 pessoas mais influentes do mundo em 2018. Ela recebeu o prêmio ASCAP de Compositora do Ano em 2019, tornando-se a primeira rapper feminina a ganhar o prêmio. Ela recebeu a homenagem pela segunda vez em 2020, tornando-se a primeira compositora a ganhar o prêmio duas vezes. Em 2020, Cardi B se tornou a primeira rapper mulher a ser eleita Mulher do Ano no Billboard Women in Music Awards. Cardi B é a rapper com mais singles número um da Billboard Hot 100 (5), e a primeira a ter o maior número total de semanas na primeira posição (16)."I Like It" se tornou a primeira música liderada por uma rapper a ultrapassar um bilhão de streams no Spotify, tornando-a a primeira mulher no hip hop com vários bilhões de streamers no serviço, com um total de três até agora. Com os singles "Taki Taki" e "WAP", ela se tornou a única rapper feminina a liderar a parada global do Spotify várias vezes. Desde agosto de 2020, "WAP" detém o recorde dos maiores streams de uma música na primeira semana nos Estados Unidos. Invasion of Privacy foi o melhor álbum de rap feminino da década de 2010, de acordo com a parada de final de década da Billboard 200. Tornou-se o álbum com maior permanência nas paradas de uma rapper na Billboard 200, e o álbum de rap feminino mais transmitido no Spotify.
Cardi é a rapper com mais músicas certificadas como Diamante pela Recording Industry Association of America (RIAA) (3): "Bodak Yellow", o que a tornou a primeira rapper feminina a ter uma música certificada como Diamante; "Girls Like You", que fez dela a única rapper feminina a conseguir várias músicas com certificação diamante; e "I Like It", empate em maior número entre artistas mulheres. Cardi B liderou duas vezes a lista anual das melhores músicas do ano do Pitchfork (2017 e 2020). A equipe da Billboard e a Rolling Stone classificaram seu álbum de estreia em 13º e 34º lugar nas listas de seus críticos dos melhores álbuns da década de 2010, respectivamente, ambos a classificação mais alta para uma rapper feminina na década. Cardi B se tornou a rapper feminina com maior certificação de todos os tempos no ranking Top Artists (Digital Singles) da RIAA, com 54 milhões de unidades certificadas, também estando entre as artistas femininas com maior certificação em geral. Em outubro de 2022, cinco anos após sua estreia em uma grande gravadora, ela alcançou 100 milhões de unidades vendidas em certificações RIAA, em seu álbum, singles e participações especiais. Nos EUA, Cardi alcançou três vezes a música com melhor performance do ano de uma artista feminina – o primeiro ato a fazê-lo neste século – em 2017, 2018 e 2020. Em 2021, "I Like It" é a música mais ouvida de uma rapper no Reino Unido.
Em agosto de 2021, "Bodak Yellow" fez de Cardi B a única rapper feminina a ter dois vídeos em seu canal no YouTube com mais de 1 bilhão de visualizações, juntando-se a "I Like It", e se tornou a música solo de rap feminina mais rápida a atingir essa marca em a plataforma. Cardi é a única rapper feminina classificada na lista dos 100 maiores sucessos de todos os tempos da Billboard, com "Girls Like You" em 30º lugar.

## Discografia
- Invasion of Privacy (2018)
- Am I The Drama? (2025)

## Filmografia
| Ano  | Título   | Papel   | Notas   |
| ---- | -------- | ------- | ------- |
| 2019 | Hustlers | Diamond | [ 296 ] |
| 2021 | F9       | Leysa   | [ 297 ] |

| Ano       | Título                                 | Papel                         | Notas                                                             |
| --------- | -------------------------------------- | ----------------------------- | ----------------------------------------------------------------- |
| 2015–2017 | Love & Hip Hop: New York               | Ela mesma                     | Principal                                                         |
| 2017      | Being Mary Jane                        | Mercedes                      | Episódio: "Getting Real"                                          |
| 2017      | Hip Hop Squares                        | Ela mesma / jurada            | Episódio: "Ray J vs Princess Love", "Jessica White vs Joe Budden" |
| 2018      | Saturday Night Live                    | Ela mesma / artista convidada | Episódio: "Chadwick Boseman/Cardi B"                              |
| 2018      | The Tonight Show Starring Jimmy Fallon | Ela mesma/ co-apresentadora   | Episódio: "Cardi B/John Mulaney"                                  |
| 2019      | Untold Stories of Hip Hop              | Ela mesma                     | Episódio: "Cardi B & Snoop Dogg"; streaming docuseries            |
| 2019      | Rhythm + Flow                          | Ela mesma / jurada            | Produtora executiva                                               |
| 2020–2023 | Cardi Tries                            | Ela mesma/ apresentadora      | Web reality show, produtora excutiva                              |

### Comerciais
| Ano  | Produto                                                                                     | Marca(s)     | Papel               | Ref.    |
| ---- | ------------------------------------------------------------------------------------------- | ------------ | ------------------- | ------- |
| 2018 | Fashion Nova x Cardi B                                                                      | Fashion Nova | Ela mesma           | [ 298 ] |
| 2018 | Aztrek sneaker                                                                              | Reebok       | Ela mesma           | [ 299 ] |
| 2019 | Cheddar BBQ and Jerk BBQ chips as well as Honey Drip Butter and Habanero Hot Cheese popcorn | Rap Snacks   | com Offset (rapper) | [ 300 ] |
| 2019 |                                                                                             | Pepsi        | Ela mesma           | [ 301 ] |
| 2020 | Footwear and apparel collection                                                             | Reebok       | Ela mesma           | [ 302 ] |
| 2021 | "Let Me Be...In My World" collection                                                        | Reebok       | Ela mesma           | [ 303 ] |
| 2021 | Mocha, Vanilla and Caramel flavored vodka infused whipped cream                             | Whipshots    | Ela mesma           | [ 304 ] |
| 2022 | "Let Me Be...Next Level Energy" collection                                                  | Reebok       | Ela mesma           | [ 305 ] |
| 2023 | Cardi B & Offset Meal                                                                       | McDonald's   | com Offset (rapper) | [ 306 ] |